# Savanur
Savanur är en stad i distriktet Haveri i deltaten Karnataka södra Indien.
Savanur var tidigare en vasallstat i Brittiska Indien.